# Rebecca Gayheart
Rebecca Gayheart (Hazard, Kentucky, Estados Unidos; 12 de agosto de 1971) es una ex actriz estadounidense.

## Vida personal
Nació en una familia con ascendencia de los indios cherokee. Tras ganar algunos certámenes de belleza en su etapa escolar y ejercer de modelo en Nueva York, Rebecca estudió interpretación en el Lee Strasberg Institute.
Fue protagonista de un luctuoso incidente automovilístico en el año 2001, cuando atropelló y mató a un niño de nueve años de edad en un paso de cebra. La actriz fue condenada a un año sin poder conducir y a tres años de cárcel, que finalmente pasó en libertad condicional, realizando servicios para la comunidad.
Fue pareja sentimental del director Brett Ratner, quien había dirigido a Rebecca en un corto al principio de su carrera. En el año 2004 contrajo matrimonio con el actor Eric Dane. Tienen dos hijas en común, llamadas Billie Beatrice y Georgia Geraldine Dane, esta última nacida el 28 de diciembre de 2011.

## Carrera artística
Debutó en el cine con Somebody is Waiting (1996), un drama protagonizado por Gabriel Byrne. Más tarde fue ensanchando su currículum con películas con papel protagonista, como Leyenda urbana (1998) o Jawbreaker (1999). Previamente había aparecido en Scream 2 (1997).
En el año 1992 participó en la serie de televisión Loving. Más tarde, en el mismo medio, podría ser vista en Tierra 2 (1994), Wasteland (1999) y Tan muertos como yo (2003).

## Filmografía
- Somebody Is Waiting (1996) de Martin Donovan.
- Nada que perder (1997) de Steve Oedekerk.
- Scream 2 (1997) de Wes Craven.
- Hairshirt (1998) de Dean Paras.
- Leyenda urbana (1998) de Jamie Blanks.
- Puppet (1999) de Felix R. Limardo.
- Jawbreaker (1999) de Darren Stein.
- From Dusk Till Dawn 3: The Hangman's Daughter (2000) de P. J. Pesce.
- Shadow Hours (2000) de Isaac H. Eaton
- Leyenda urbana 2 (2000) de John Ottman.
- Harvard Man: Juego peligroso (2001) de James Toback.
- Pipe Dream (2002) de John Walsh.
- Santa's Slay (2005) de David Steiman.
- Bunny Whipped (2007) de Rafael Riera.
- G.B.F. (2013) de Darren Stein.
- Once Upon a Time in Hollywood (2019) de Quentin Tarantino.

- Datos: Q241681
- Multimedia: Rebecca Gayheart / Q241681